# Nitocrella aestuarina
Nitocrella aestuarina är en kräftdjursart som beskrevs av Coull och S. S. Bell 1979. Nitocrella aestuarina ingår i släktet Nitocrella och familjen Ameiridae. Inga underarter finns listade i Catalogue of Life.